# Euxesta decisa
Euxesta decisa är en tvåvingeart som först beskrevs av Francis Walker 1858.
Euxesta decisa ingår i släktet Euxesta och familjen fläckflugor. Inga underarter finns listade i Catalogue of Life.